# Бадуев, Саид Сулейманович
Саи́д Сулейма́нович Баду́ев (14 сентября 1904, Грозный, Терская область — 20 декабря 1943) — чеченский писатель и поэт, один из основоположников чеченской литературы.

## Биография
Саид Бадуев родился в семье торговца в городе Грозный (Чечня) в 1904 году. Рано осиротел. Отец Саида Бадуева Сулейман происходил из Урус-Мартана, участвовал в Русско-японской войне и умер в 1914 году в Петрограде от ран, полученных на войне. Мать Укаева Зайбат была из села Старые Атаги. Учился в Грозненском реальном училище. Был отчислен из-за отсутствия средств на оплату обучения. В 1922 году окончил кооперативные курсы во Владикавказе. В 1938 году был репрессирован. Посмертно реабилитирован.

## Творчество
Первые произведения Бадуева были опубликованы в 1927 году. В конце 1920-х — начале 1930-х годов им были написаны рассказы «Колодец», «Бешто», «Огненная гора»; сборник рассказов «Адаты», повесть «Голод», пьеса «Не всегда мулле байрам». В этих произведениях автор критикует религиозные предрассудки и пережитки феодализма, описывает жизнь горцев до Октябрьской революции. В поэме «Петимат» Бадуев поднимает вопрос эмансипации женщин. Также им были написаны пьесы «Красная крепость» (о Гражданской войне в России), «Женитьба Цаэбы», «Золотое озеро», «Политотдел». Его перу также принадлежит сборник стихов «Наш сад».
Многие из его произведений были поставлены на сцене Чеченского драматического театра имени Ханпаши Нурадилова.

## Память
- В 1965 году на доме по ул. Московской, 8 установили доску[1]:

В этом доме жил и работал с 1929 по 1938 г. писатель Бадуев Саид Сулейманович — основоположник чеченской советской художественной литературы.
- Именем Бадуева названа улица в Грозном.

## Произведения С. С. Бадуева
На чеченском языке
- Мацалла. Повесть. Соьлжа-Гӏала, Нохчоблзорб, «Серло», 1925.
- Iимран. Повесть. Соьлжа-Гӏала, Нохчоблзорб, «Серло», 1926.
- Цӏеран арц. Повесть. Соьлжа-Гӏала, Нохчоблзорб, «Серло», 1929.
- Дайн Iедал (в соавторстве с И. Эльдархановым). Пьеса. Соьлжа-Гӏала, Нохчоблзорб, «Серло», 1929.
- Iадаташ, I дакъа. Дийцарш. Соьлжа-Гӏала, Нохчоблзорб, «Серло», 1930.
- Iадаташ, 2-3 дакъош. Повесть, дийцарш. Соьлжа-Гӏала, Нохчоблзорб, «Серло», 1930.
- Хабарш, иллеш, поэмаш. Соьлжа-Гӏала, Нохчоблзорб, «Серло», Петӏимат. Роман. I-ра дакъа. Соьлжа-Гӏала, Нохчоблзорб, «Серло», 1930.
- Тракторхо Жунид. Очерк. «Советан Нохчичоь», Соьлжа-Гӏала, 1932. № 1.
- Большевикаллийца ялта дерехьа. Пьеса. Соьлжа-Гӏала, «Серло». 1932.
- Колхозан иллеш. Стихаш. Соьлжа-Гӏала, Нохчоблзорб, «Серло», 1933.
- Ши малх. Поэма. «Ит бӏаьсте», Соьлжа-Гӏала, 1933.
- Керла нах. Очерк. «Нохчийн яздархойн дош», Соьлжа-Гӏала, Нохчоблзорб, 1934.
- Петӏимат. Поэмах цхьа дакъа. «Кхиам», Соьлжа-Гӏала, 1934, № 1.
- Вайн беш. Стихаш, поэмаш, эшарш. Соьлжа-Гӏала. Нохч-гӏалгӏиздат, 1935.
- Хаьржинарш. Романандакъий, повесташший, дийцаршший, пьесий. Грозный. Нохч-Гӏалгӏайн книжни изд-во, 1960.
- Повесташ, дийцарш, пьесаш. Хӏоттийнарг, предислови язйинарг М. Сулаев. Грозный, Нохч-Гӏалгӏайн книжни изд-во, 1964.

На русском языке
- «Два солнца», «Сестра», «Довольно», «Нефть», «Скорбь о великой утрате». Стихи. — В сб.: Поэты Чечено-Ингушетии. М., ГИХЛ, 1935.
- «Отец и сын», «Парашютистка». Стихи. — В сб.: Поэты советской Чечено-Ингушетии. Пятигорск, 1937.
- «Царскому времени», «Нет, не могу молчать», «Отец и сын», «Гора». Стихи. — В сб.: Поэзия Чечено-Ингушетии. М., ГИХЛ, 1959.
- «Отцу, ушедшему навеки». Стихи. — «Грозненский рабочий» 1936. 21 июня.
- Огненная гора. Повесть. Грозный, Чечено-Ингушское книжное изд-во, 1968.